# Classificazioni delle strade in Italia
(Codice della Strada)
La classificazione delle strade in Italia è regolata dal Codice della Strada, sia dal punto di vista tecnico sia dal punto di vista amministrativo. La nomenclatura delle strade rispecchia in larga parte la classificazione amministrativa.

## Storia
La legge 20 marzo 1865, n. 2248 classificava le strade come nazionali, provinciali, comunali o vicinali. Il regio decreto n. 2506 (pubblicato nella G.U. del 4 dicembre 1923 n. 284) classificava le strade in 5 classi.
La legge 12 febbraio 1958, n. 126 così come modificata dalla legge n. 167 del 9 aprile 1971, classificava le strade come statali (di grande comunicazione e ordinarie), provinciali, comunali, vicinali e militari.
Fino al 1992 col precedente Codice della Strada le norme tecniche in vigore erano quelle della norma CNR 78/80 del Bollettino Ufficiale C.N.R. n. 78 del 28 luglio 1980.

## Classificazione tecnica

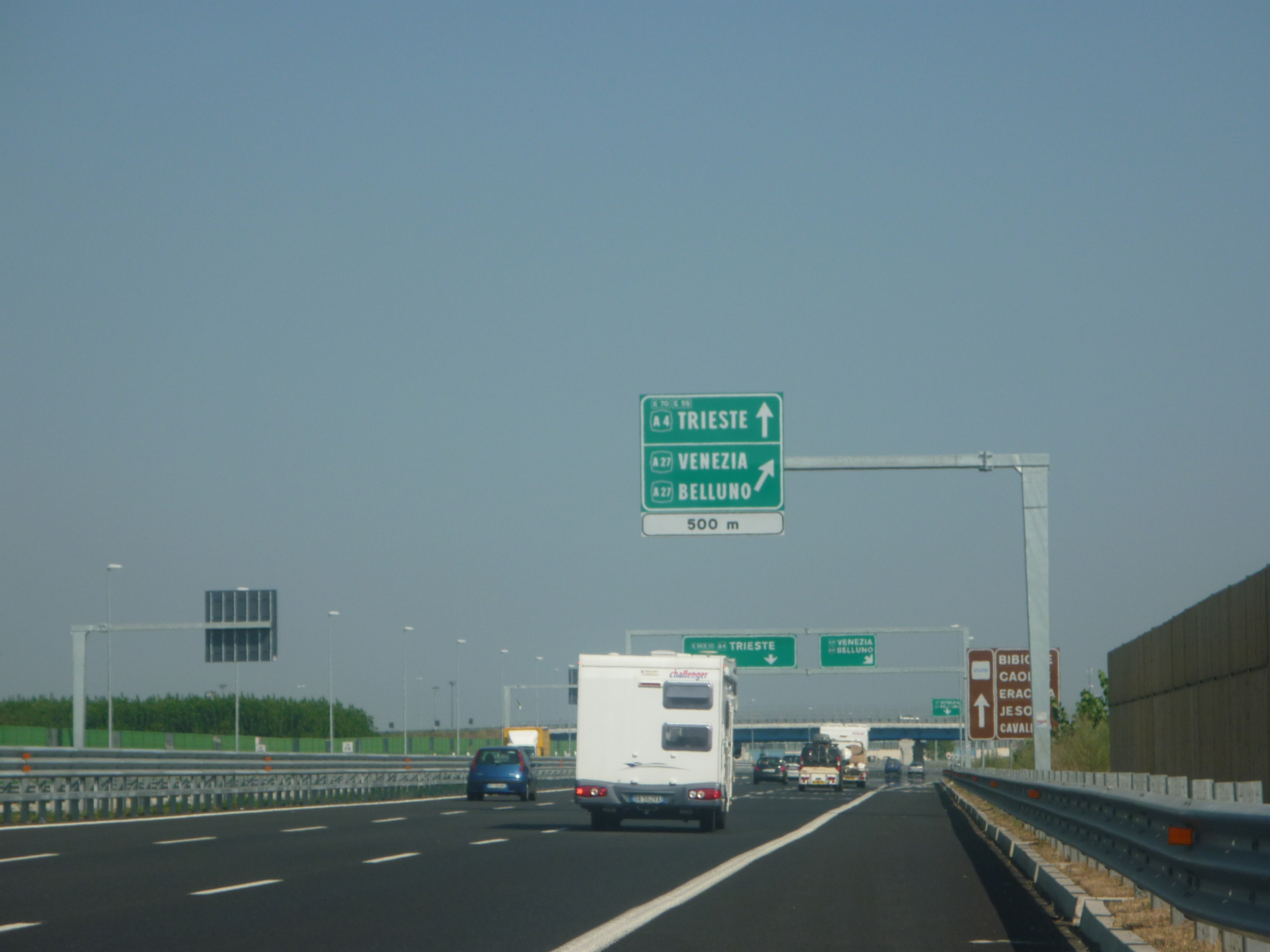
Autostrada, il passante di Mestre

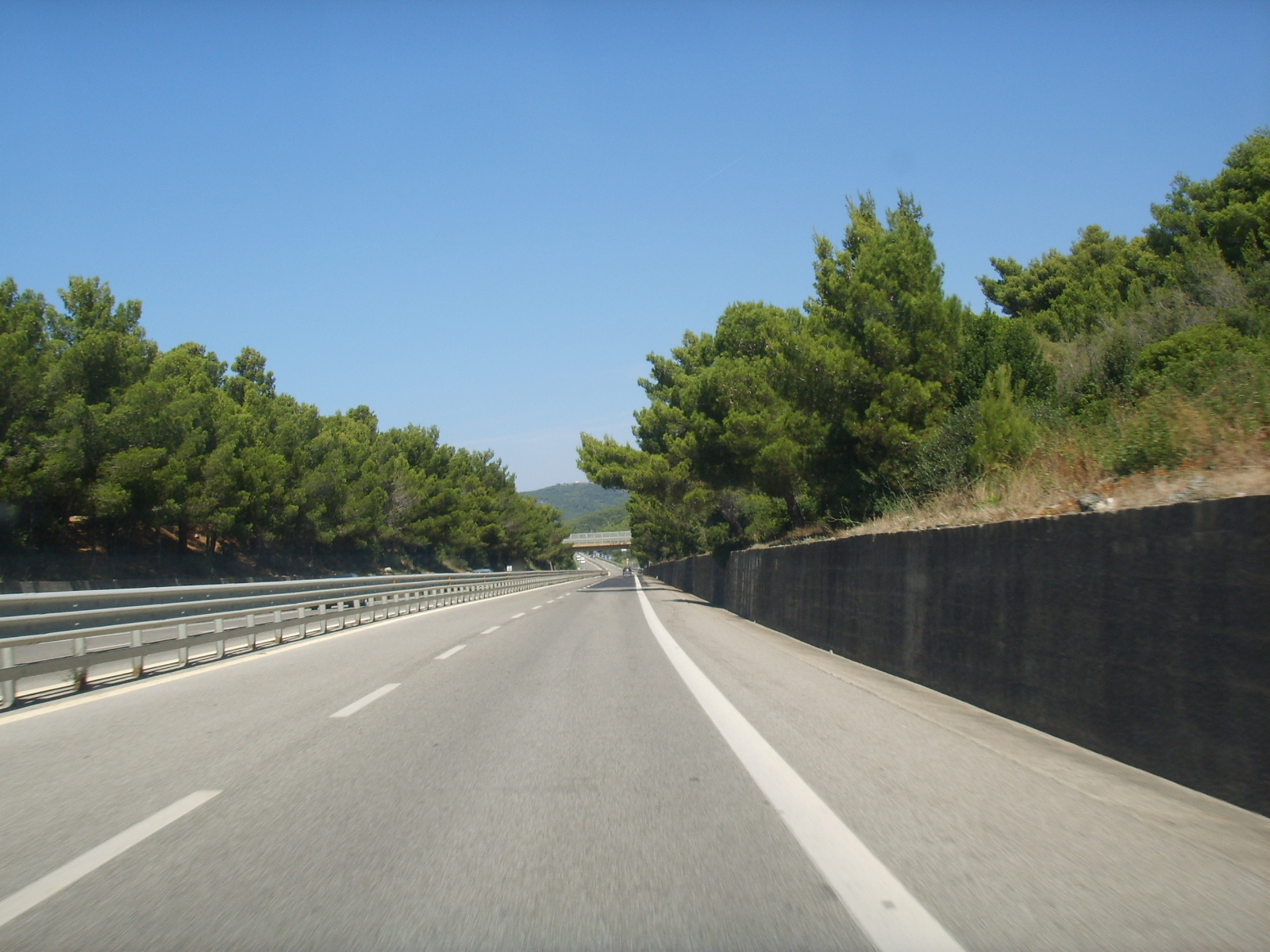
Strada extraurbana principale, la variante Aurelia

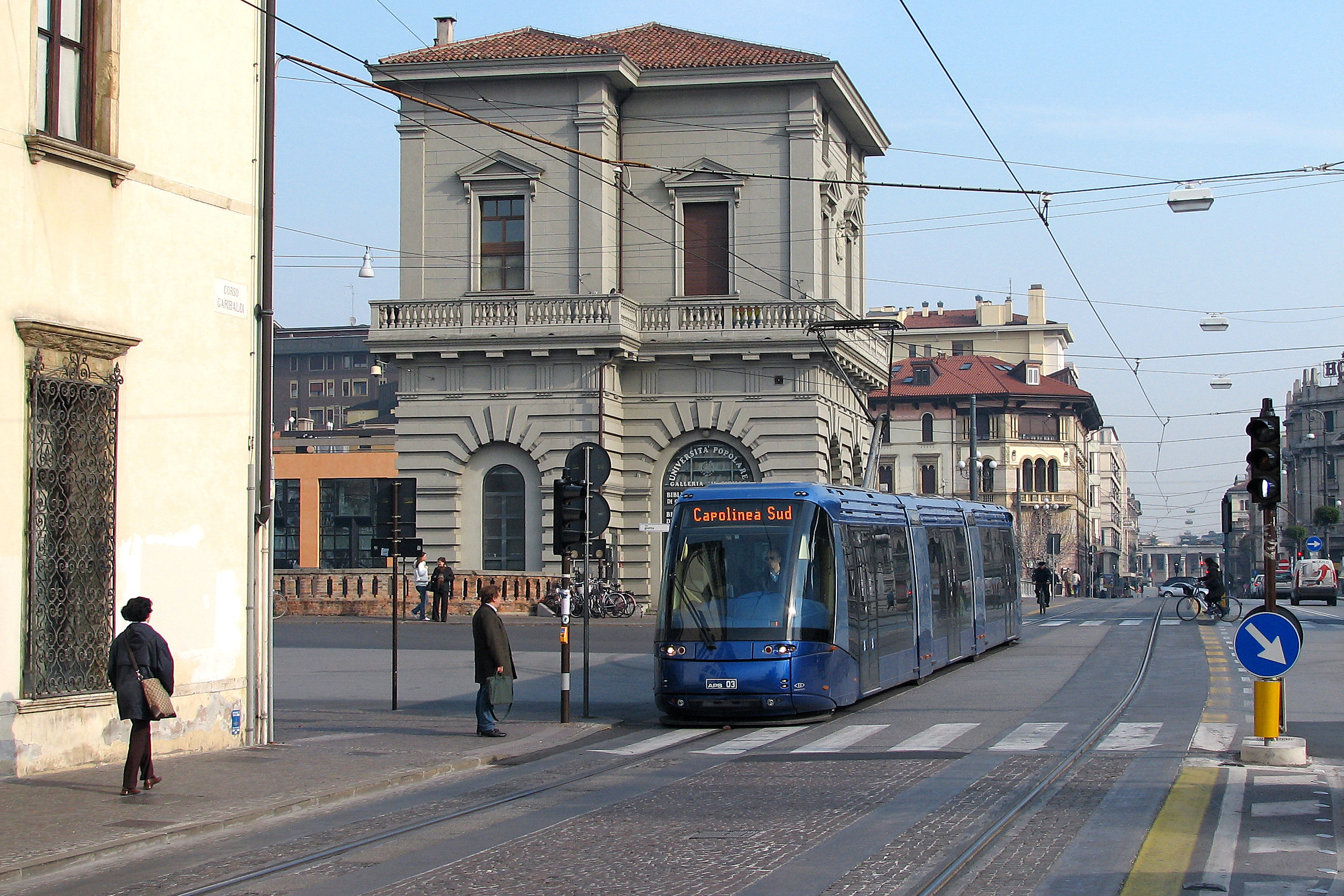
Strada urbana, a Padova

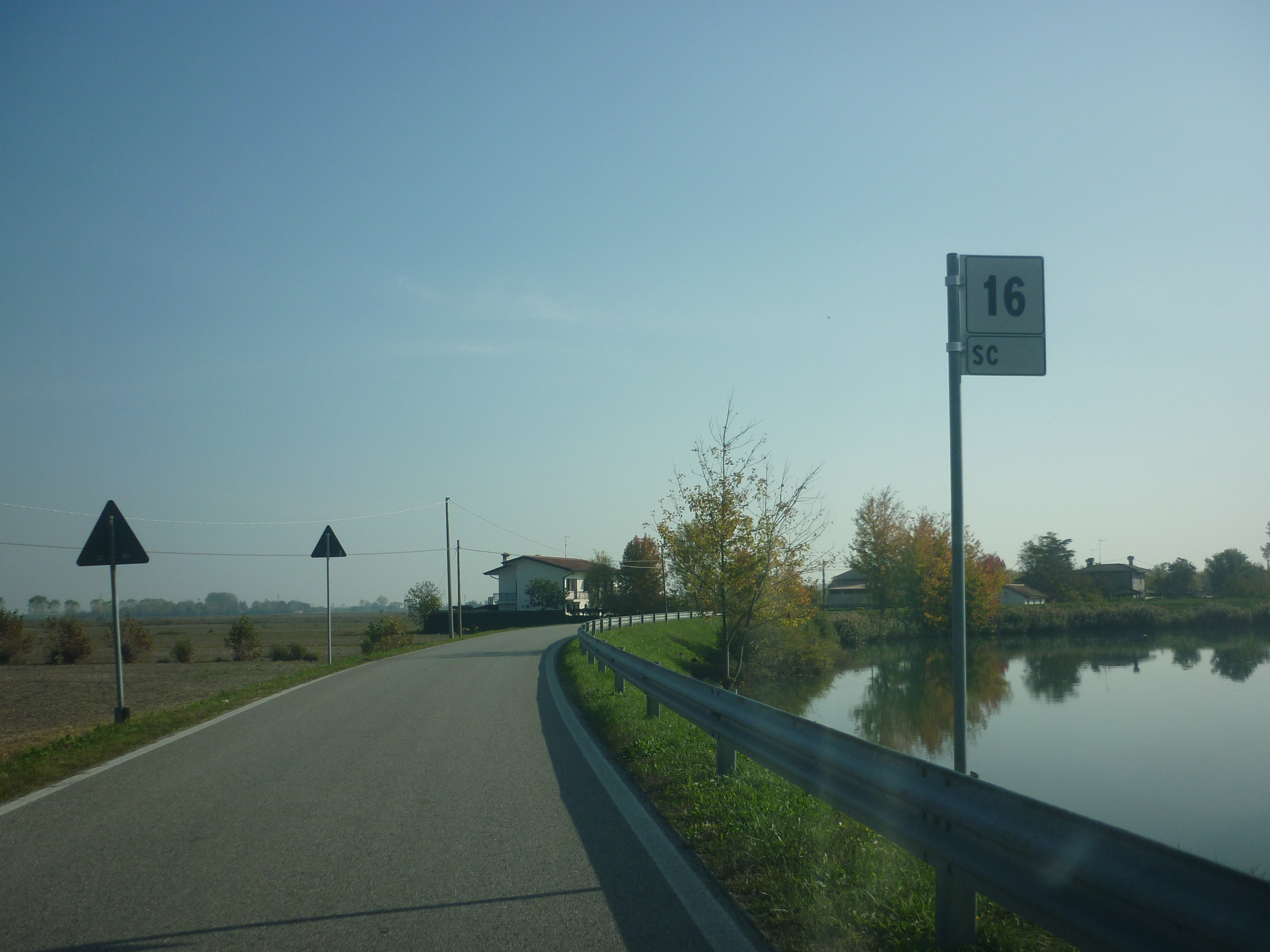
Strada locale extraurbana, nel Trevigiano

Il Codice della Strada italiano individua, in base alle caratteristiche costruttive, tecniche e funzionali, tre categorie di strade.

### Autostrada
Detta anche strada di tipo A, strada extraurbana o urbana a carreggiate indipendenti o separate da spartitraffico invalicabile, ciascuna con almeno due corsie di marcia (a senso unico), eventuale banchina pavimentata a sinistra e corsia di emergenza o banchina pavimentata a destra, priva di intersezioni a raso e di accessi privati, dotata di recinzione e di sistemi di assistenza all'utente lungo l'intero tracciato, riservata alla circolazione di talune categorie di veicoli a motore e contraddistinta da appositi segnali di inizio e fine; deve essere attrezzata con apposite aree di servizio e aree di parcheggio, entrambe con accessi dotati di corsie di decelerazione e di accelerazione.
Le autostrade seguono una classificazione alfanumerica unica anche se gestite da diverse società concessionarie: sono tutte contrassegnate dalla lettera A seguita da un numero (esistono due eccezioni: esistono autostrade con doppia numerazione, ad esempio A8/A26, e brevi autostrade denominate nel modo classico ma seguite dalla sigla dir che sta per diramazione oppure racc che sta per raccordo, ad esempio A14 dir oppure A21 racc). Il simbolo usato è un ottagono a sfondo verde con la sigla in bianco. Un'autostrada con la stessa numerazione può essere gestita da diverse società concessionarie (ad esempio l'A23 è gestita per un piccolo tratto da Autovie Venete e per il rimanente tratto da Autostrade per l'Italia).

#### Raccordo autostradale
È una classificazione funzionale non prevista dal Codice della Strada seppur usata e indica 17 strade a carreggiata doppia a due corsie per senso di marcia che collegano un'autostrada a una città (o località o aeroporto) non direttamente raggiunta dalla rete autostradale principale. Sono classificati tecnicamente come autostrada, strada extraurbana principale o strada extraurbana secondaria mentre sono classificati amministrativamente come statali (se sono classificati come autostrada possono essere gestiti in concessione) o regionali.
Queste strade sono identificate dalla sigla RA ed è l'unico caso in cui una strada non è identificata dalla sigla amministrativa (o tecnica nel caso delle autostrade).

#### Traforo
Fanno parte di questa sottoclassificazione tre trafori alpini internazionali a pedaggio classificati come autostrada.
Questa particolare classificazione non è riportata nel Codice della Strada ma solo nel seguente comma dell'articolo 129 del regolamento di attuazione del Codice della Strada:
b) per autostrade e trafori a fondo verde come riportato nella figura allegata»

### Strade extraurbane
Strade fuori dal centro abitato, che mettono in comunicazione le varie città.

#### Strada extraurbana principale
Detta anche strada di tipo B, strada a carreggiate indipendenti o separate da spartitraffico invalicabile, ciascuna con almeno due corsie di marcia e banchina pavimentata a destra, priva di intersezioni a raso, con accessi alle proprietà laterali coordinati contraddistinta dagli appositi segnali di inizio e fine, riservata alla circolazione di talune categorie di veicoli a motore; per eventuali altre categorie di utenti devono essere previsti opportuni spazi. Deve essere attrezzata con apposite aree di servizio, che comprendano spazi per la sosta, con accessi dotati di corsie di decelerazione e di accelerazione

#### Strada extraurbana secondaria
Detta anche strada di tipo C, strada a unica carreggiata con almeno una corsia per senso di marcia e banchine.
Sono assimilate alle strade extraurbane secondarie anche le strade a carreggiate separate costruite in base alle precedenti norme che non sono classificabili come strade extraurbane principali in quanto non possiedono tutti i requisiti minimi tecnici.

### Strade urbane
Sono le strade presenti all'interno dei centri abitati. Le strade urbane sono di tre tipi:
- strada urbana di scorrimento (tipo D): strada a carreggiate indipendenti o separate da spartitraffico, ciascuna con almeno due corsie di marcia, e una eventuale corsia riservata ai mezzi pubblici, banchina pavimentata a destra e marciapiedi, con le eventuali intersezioni a raso semaforizzate; per la sosta sono previste apposite aree o fasce laterali estranee alla carreggiata, entrambe con immissioni e uscite concentrate;
- strada urbana di quartiere (tipo E): strada a unica carreggiata con almeno due corsie, banchine pavimentate e marciapiedi; per la sosta sono previste aree attrezzate con apposita corsia di manovra, esterna alla carreggiata;
  - strada urbana ciclabile (tipo E-bis): strada urbana a unica carreggiata, con banchine pavimentate e marciapiedi, con limite di velocità non superiore a 30 km/h, definita da apposita segnaletica verticale e orizzontale, con priorità per i velocipedi.

- strada locale (tipo F): strada urbana od extraurbana non facente parte degli altri tipi di strade;
  - itinerario ciclopedonale (tipo F-bis): strada locale, urbana, extraurbana o vicinale, destinata prevalentemente alla percorrenza pedonale e ciclabile e caratterizzata da una sicurezza intrinseca a tutela dell'utenza debole della strada;

Le specifiche tecniche di costruzione sono inserite nel D.M. del 5/11/2001 (Norme funzionali e geometriche per la costruzione delle strade).

## Classificazione amministrativa
Le strade statali, regionali o provinciali sono identificate rispettivamente dalle sigle SS, SR e SP seguite da un numero (talvolta oltre al numero può esserci una delle seguente sigle: dir (per diramazione), var (per variante), racc (per raccordo), radd (per raddoppio), bis, ter, quater; ad esempio SS 1 bis). Il simbolo usato è un rettangolo a sfondo blu con la sigla in bianco. Al contrario delle autostrade dove la sigla rispecchia anche la classificazione tecnica-costruttiva, le SS, le SR e le SP possono essere classificate tecnicamente in tutti i modi e quindi possono avere tratti classificati tecnicamente come strade extraurbane principali (strada di tipo B) altri come strade extraurbane secondarie (strada di tipo C) altri ancora come strade urbane (strade di tipo D e E) altri come strade locali (tipo F) pur avendo la stessa numerazione (ad esempio la strada statale 16 ha tratti classificati come strada extraurbana principale altri come strada extraurbana secondaria). Inoltre esistono strade con la stessa numerazione ma con una sigla diversa perché gestite nei diversi tratti o dalla regione o dalla provincia o dallo Stato (per mezzo dell'ANAS). Ad esempio la strada Padana Superiore è contraddistinta dal numero 11 ma dalle diverse sigle SS 11, SR 11 e SP 11 in base ai tratti gestiti o dallo stato o dalla regione o dalla provincia. Le SS, SR e SP nei tratti dove attraversano un centro o nucleo abitato possono essere affiancate da un nome (ad esempio via Roma). Inoltre le SS, SR e SP se attraversano centri abitati con popolazione pari o superiore ai 10.000 abitanti sono strade di competenza comunale (classificazione amministrativa) e urbane (tipo D e E) o locali (tipo F) (classificazione tecnica). Se attraversano centri o nuclei abitati con popolazione inferiore ai 10.000 abitanti la competenza rimane del gestore.

### Strade statali
a) costituiscono le grandi direttrici del traffico nazionale;
b) congiungono la rete viabile principale dello Stato con quelle degli Stati limitrofi;
c) congiungono tra loro i capoluoghi di regione ovvero i capoluoghi di provincia situati in regioni diverse, ovvero costituiscono diretti ed importanti collegamenti tra strade statali;
d) allacciano alla rete delle strade statali i porti marittimi, gli aeroporti, i centri di particolare importanza industriale, turistica e climatica;
e) servono traffici interregionali o presentano particolare interesse per l'economia di vaste zone del territorio nazionale.»
(Codice della Strada)
Le strade statali sono gestite dallo Stato tramite l'ANAS.

#### Nuove strade Anas
Fanno parte di esse tutte quelle strade gestite dall'ANAS (e quindi formalmente statali) alle quali non è stata ancora assegnata nessuna classificazione amministrativa regolare (né A né SS né SR né SP né SC) e pertanto possono essere classificate dal punto di vista costruttivo-tecnico nei diversi modi.

### Strada regionale
(Codice della Strada)
Le strade regionali il più delle volte sono strade statali declassate. Un esempio di strada regionale è la strada regionale 245 Castellana (ex strada statale).

### Strada provinciale
(Codice della Strada)

### Strade comunali
Questa categoria comprende le strade extraurbane considerate d'importanza comunale (dal Codice della Strada: se congiungono il capoluogo del comune con le sue frazioni o le frazioni fra loro, o congiungono il capoluogo con la stazione ferroviaria, tranviaria o automobilistica, con un aeroporto o porto marittimo, lacuale o fluviale, con interporti o nodi di scambio intermodale o con le località che sono sede di essenziali servizi interessanti la collettività comunale), tutte le strade urbane nonché i tratti urbani delle strade statali, regionali o provinciali, che attraversano centri con 10.000 o più abitanti. I tratti urbani delle strade statali, regionali o provinciali, che attraversano centri con meno di 10.000 abitanti non sono comunali. Le strade comunali sono categorizzate in base ai nomi (ad esempio via Adige) e molto raramente sono contraddistinte dalla sigla SC.
Le strade comunali all'interno dei centri abitati sono denominate come via, viale, piazza, ... seguita da un nome (ad esempio via Adige).

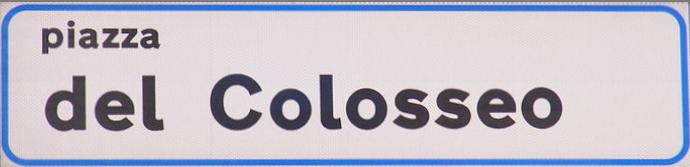
Simbolo di una strada comunale all'interno di un centro abitato

 I nomi delle strade comunali all'interno dei centri abitati sono riportati su rettangoli, standardizzati dal Codice della Strada, a sfondo bianco (salvo specificità locali, come i nizioleti veneziani). Le strade comunali all'interno dei centri abitati possono essere classificate dal punto di vista costruttivo-tecnico o come strade urbane (tipo D e E) o come strade locali (tipo F). Le strade comunali extraurbane (esterne ai centri abitati) possono essere classificate tecnicamente come strade extraurbane principali (tipo B), extraurbane secondarie (tipo C) o locali (tipo F) e sono contraddistinte dalla sigla SC seguita da un numero. Il simbolo usato per la sigla SC è un rettangolo bianco (con le medesime proporzioni di quello usato per le SS, SR, SP) con la sigla in nero.

### Strade vicinali
Questa categoria comprende tutte le strade che non sono state iscritte nelle categorie delle strade statali, regionali, provinciali e comunali. Le strade vicinali possono essere:
- A uso pubblico: questa categoria comprende tutte quelle strade aperte al pubblico transito o di proprietà del Comune o, se di proprietà di soggetti privati, gravate da un diritto reale di pubblico uso. Il Codice della strada - ai soli fini dell'applicazione delle norme in esso contenute - assimila le strade vicinali alle strade comunali, nell'ambito delle così dette strade extra urbane[7].
- A uso privato: questa categoria comprende tutte quelle strade di proprietà di soggetti privati sulle quali non grava alcun diritto reale di pubblico uso.

## Classificazione europea
Alcune strade italiane se fanno parte della rete delle strade europee sono identificate anche da un'altra sigla alfanumerica. Questa sigla è composta dalla lettera "E" e da una o due cifre. Il simbolo usato è un rettangolo a sfondo verde con la sigla in bianco. Questa classificazione che valuta l'importanza (non essendo né una classificazione tecnica né amministrativa) della strada nell'Unione europea affianca quelle usuali italiane. Le sigle delle strade europee sono perlopiù assenti o riportate inorganicamente nella segnaletica in Italia.
La classificazione europea è prevista dal Codice della strada che la definisce come aggiuntiva.

## Altre classificazioni

### Superstrada
La classificazione colloquiale di ''superstrada'' fa riferimento a tutte le strade classificate ''tecnicamente'' come extraurbane principali e, in genere, alle strade extraurbane secondarie a due carreggiate.

### Strada a scorrimento veloce
La classificazione colloquiale di ''strada a scorrimento veloce'' fa riferimento alle strade classificate ''tecnicamente'' come strade extraurbane secondarie (tipo C) ma senza intersezioni a raso.

### Tangenziale
La classificazione informale di tangenziale fa riferimento a strade realizzate in zone fortemente urbanizzate con caratteristiche tecniche di autostrada o superstrada o strada a scorrimento veloce. Una tangenziale può essere classificata amministrativamente in tutti i modi.

### Classificazione di strada di grande comunicazione

Segnale stradale in uso

In Italia alcune strade di importanza nazionale vengono chiamate strade di grande comunicazione (SGC), un'espressione coniata dal Touring Club Italiano e impiegata nelle sue cartografie e nelle sue pubblicazioni sin dagli anni venti. La legge n. 126 del 12 febbraio 1958 così come modificata dalla legge n. 167 del 9 aprile 1971 classificava le strade statali o come statali di grande comunicazione o come statali ordinarie. Per la legge n. 531 del 12 agosto 1982 (GU n. 223 del 14/08/1982) le strade di grande comunicazione erano le autostrade, i trafori alpini, i raccordi autostradali, le strade che congiungono la rete viaria principale con gli Stati confinanti, le strade che costituiscono le grandi direttrici del traffico nazionale (comprese la Sicilia e la Sardegna), le strade che costituiscono i principali collegamenti interregionali e le strade di collegamento con i porti di prima categoria e gli aeroporti più importanti.
La sigla SGC non viene usata per identificare le strade (come avviene per le sigle A, SS, SR, SP) ma viene usata in documenti di indirizzo.